# ミルウォーキー・グレイズ
ミルウォーキー・グレイズ（Milwaukee Grays ）は、1878年にアメリカ合衆国ウィスコンシン州ミルウォーキーを本拠地として、ナショナルリーグに加盟していたプロ野球チーム。別の愛称として、"Brewers"（ブルワーズ）、"Cream Citys"（クリームシティーズ）など。

## 球団史
チームの愛称は元々ビール醸造が盛んな土地柄だったことや、ミルウォーキーの特産だったクリーム色の煉瓦などにちなむ。前年ナショナルリーグは参加6球団のうち3球団（セントルイス、ルイビル、ハートフォード）の運営が破綻し、新たなフランチャイズ探しに迫られていたという事情もあり、球団は1878年にミルウォーキー初のプロ球団としてナショナルリーグに加盟した。
エースのサム・ウィーバーは以前1875年にフィラデルフィアで1試合だけ投げた経験があるだけだったが、この年は防御率1.95と好投を見せた。しかし打線の援護が弱かったようで、彼はこの年リーグ最多の31敗を喫してしまう。攻撃面では、同年デビューした当時20歳のアブナー・ダルリンプルが打率.354を記録する活躍を見せていたが、チーム全体の打率は.250、出塁率は.272にとどまった。
グレイズは6月20日から14連敗を喫するなど序盤から低迷し、6球団中最下位の成績で終わり、同年シーズン中に解散した。

## 戦績
| 年度   | リーグ | 試合 | 勝利 | 敗戦 | 勝率 | 順位 | 監督                   | 本拠地          |
| ------ | ------ | ---- | ---- | ---- | ---- | ---- | ---------------------- | --------------- |
| 1878年 | NL     | 61   | 15   | 45   | .250 | 6位  | ジャック・チャップマン | Eclipse Park II |

## 所属した主な選手
- アブナー・ダルリンプル：外野手。ミルウォーキーでデビュー、後に最多安打１回、最多本塁打1回。

## 主な球団記録
- 通算安打数：96（アブナー・ダルリンプル）
- 通算打点数：27（ジェイク・グッドマン）
- 通算勝利数：12（サム・ウィーバー）
- 通算奪三振：95（サム・ウィーバー）